# NSG Urmitzer Werth
NSG Urmitzer Werth este o arie protejată (arie specială de conservare — SAC, sit de importanță comunitară — SCI, arie de protecție specială avifaunistică — SPA) din Germania întinsă pe o suprafață de 69 ha, integral pe uscat.

## Localizare
Centrul sitului NSG Urmitzer Werth este situat la coordonatele 50°25′07″N 7°30′42″E / 50.4186°N 7.5117°E.

## Înființare
Situl NSG Urmitzer Werth a fost declarat arie de protecție specială avifaunistică în septembrie 1983 pentru a proteja 60 de specii de animale. Alte tipuri de protecție:
- sit de importanță comunitară (în august 1998)
- arie specială de conservare (în octombrie 2005)[1][3][4]

## Biodiversitate
Situată în ecoregiunea continentală, aria protejată conține 2 habitate naturale: Râuri cu maluri nămoloase cu vegetație de Chenopodion rubri p.p. și Bidention p.p., Păduri aluvionare cu Alnus glutinosa și Fraxinus excelsior (Alno-Padion, Alnion incanae, Salicion albae).
La baza desemnării sitului se află mai multe specii protejate de  păsări (60): fluierar de munte (Actitis hypoleucos), pescăruș albastru (Alcedo atthis), rață sulițar (Anas acuta), rață lingurar (Anas clypeata), rață mică (Anas crecca crecca), rață fluierătoare (Anas penelope), Anas platyrhynchos platyrhynchos, rață cârâitoare (Anas querquedula), Anas strepera strepera, Anser albifrons albifrons, gâscă cenușie (Anser anser), gâscă de semănătură (Anser fabalis), Ardea cinerea cinerea, rață-cu-cap-castaniu (Aythya ferina), rața moțată (Aythya fuligula), Bucephala clangula, Calidris alba, fugaci de țărm (Calidris alpina), Calidris canutus, fugaci roșcat (Calidris ferruginea), fugaci mic (Calidris minuta), fugaci pitic (Calidris temminckii), Charadrius dubius curonicus, prundaș gulerat mare (Charadrius hiaticula), erete vânăt (Circus cyaneus), becațină comună (Gallinago gallinago), cufundar mic (Gavia stellata), frunzăriță galbenă (Hippolais icterina), Larus argentatus, pescăruș sur (Larus canus), pescăruș mic (Larus minutus), pescăruș râzător (Larus ridibundus), Limosa limosa limosa, ferestraș mic (Mergus albellus), Mergus merganser merganser, Mergus serrator, gaia neagră (Milvus migrans), gaia roșie (Milvus milvus), codobatura galbenă (Motacilla flava), rață cu ciuf (Netta rufina), Numenius arquata arquata, Numenius phaeopus, pietrar sur (Oenanthe oenanthe), grangur (Oriolus oriolus), vultur pescar (Pandion haliaetus), cormoran mare (Phalacrocorax carbo carbo), Phalacrocorax carbo sinensis, ploier auriu (Pluvialis apricaria), Podiceps cristatus cristatus, pițigoi-pungar (Remiz pendulinus), eider (Somateria mollissima), Sterna paradisaea, călifar alb (Tadorna tadorna), fluierar negru (Tringa erythropus), fluierar de mlaștină (Tringa glareola), fluierar cu picioare verzi (Tringa nebularia), fluierarul de zăvoi (Tringa ochropus), fluierarul cu picioare roșii (Tringa totanus), sturzul viilor (Turdus iliacus), nagâț (Vanellus vanellus).
Pe lângă speciile protejate, pe teritoriul sitului au mai fost identificate 2 specii de plante, 2 specii de mamifere, 6 specii de nevertebrate.